# Maryanne Amacher
Maryanne Amacher (* 25. Februar 1938 in Kane, Pennsylvania; † 22. Oktober 2009 in Kingston, New York) war eine US-amerikanische Komponistin und Improvisatorin.

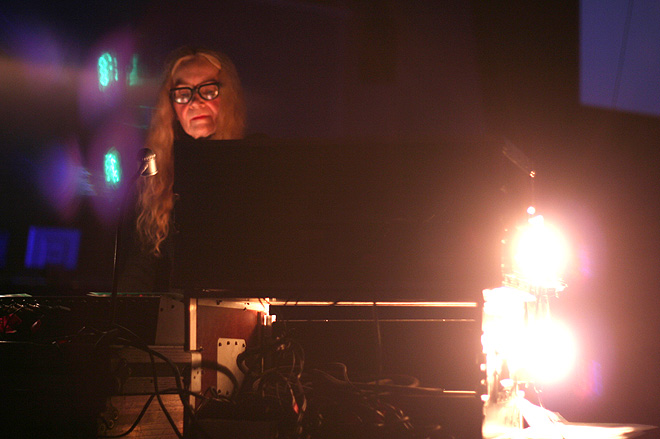
Maryanne Amacher 2006

## Leben
Amacher erhielt eine erste musikalische Ausbildung in Philadelphia, später in Österreich und England. Von 1962 bis 1964 studierte sie bei George Rochberg und Karlheinz Stockhausen an der University of Pennsylvania, wo sie mit dem Bachelor abschloss. Anschließend arbeitete sie im Bereich Akustik und Informatik an der University of Illinois at Urbana-Champaign.
1967 schuf sie das Stück City Links: Buffalo, das 28 Stunden währt und bei dem 5 Mikrophone in verschiedenen Teilen der Stadt aufgestellt werden; es wurde live vom Radiosender WBFO übertragen. Auch spätere Stücke setzen sich mit der Akustik von Orten und architektonischen Gebäuden auseinander.
Amacher war ferner Mitglied des Improvisationsensembles Musica Elettronica Viva. Sie hat mit David Behrman, Scott Fisher, Mark Trayle, Frederic Rzewski und Alvin Curran zusammengearbeitet. Sie war als Composer-Performerin und im Bereich Klanginstallation bzw. Ars Acustica tätig. 1986 war sie als Gast des Künstlerprogramms des DAAD in Berlin. Sie lehrte am Bard College.
2005 erhielt sie den Prix Ars Electronica in der Kategorie Digital Musics für ihr Projekt TEO! A sonic sculpture.